# Troglohyphantes jamatus
Troglohyphantes jamatus este o specie de păianjeni din genul Troglohyphantes, familia Linyphiidae, descrisă de Roewer, 1931.
Este endemică în Slovenia. Conform Catalogue of Life specia Troglohyphantes jamatus nu are subspecii cunoscute.